# Pont Vell (Montmeló)
El Pont Vell és una obra de Montmeló (Vallès Oriental) protegida com a Bé Cultural d'Interès Local.

## Descripció
Es tractava d'un pont de sis pilastres i set arcades de 12 metres de llum cadascuna, de 84'90 metres de longitud i una amplada de 5'50 metres i hi passava la BV-5156. Actualment només queden els extrems a banda i banda del riu, un pertany al municipi de Montmeló, i l'altre al de Montornès. L'alçada de l'extrem de Montmeló és d'una mica més de 5 metres.

## Història
El pont es construeix dins el projecte del "Camino vecinal de Vallromanas a Montmeló por Montomés con un puente sobre el río Besós" que comença l'any 1917 i no s'acaba fins a l'any 1923. Malauradament, el 14 de desembre de 1943 un rierada s'endugué el pont. A causa de l'acumulament de troncs en el pont que barrà el pas de l'aigua, la pressió que aquesta exercí sobre la construcció fou tan elevada que el pont va cedir en descalçar-se una de les pilastres.
L'objectiu de la construcció del camí veïnal de Vallromanes a Montmeló per Montornès era enllaçar directament el poble de Vallromanes amb Montmeló per on hi ha l'estació del tren de la línia Barcelona - França, i era un punt de pas obligatori per a l'exportació dels productes de la zona del Vallès. Per altra banda també era necessari construir un pont entre Montornès i Montmeló, ja que tot i que era possible creuar a peu el riu, a la vegada era perillós si havia plogut molt. En aquest cas, els dos pobles quedaven pràcticament incomunicats.
En un inici, el pont havia de ser un pont de formigó armat, però es reformà el projecte fent més ample el pont, per la qual cosa augmentà el preu de construcció. Per aquest motiu es va decidir substituir el formigó armat per un material petri que, a més de ser més econòmic que el ferro, tenia més avantatges quant a durada i manteniment.
A mitjans de maig de 1917 començaren les obres. L'any 1921 es presentà un nou projecte, signat pel mateix enginyer, Juan Maria Sans, per l'acabament del pont i de les obres del camí veïnal.